# أسطول الصيد

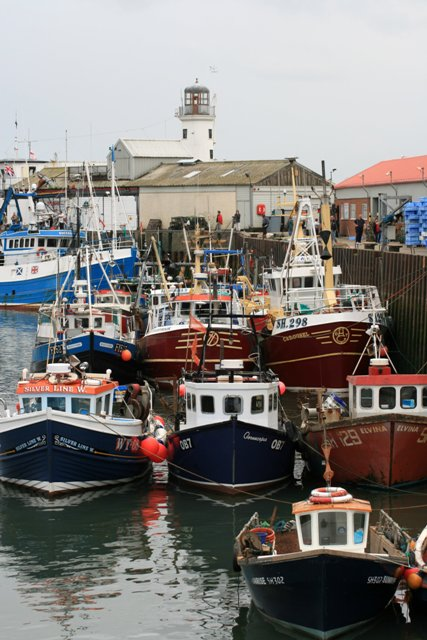

أسطول الصيد عبارة عن تجمع لسفن الصيد التجارية. يمكن إطلاق هذا المصطلح على كل السفن العاملة في ميناء واحد، أو السفن المشتركة في صيد نوع محدد من الأسماك (مثل أسطول صيد التونة)، أو كل السفن التابعة لدولة ما أو منطقة معينة (مثل أسطول الصيد الياباني).
أساطيل الصيد لا تنتظم بشكل رسمى محدد مثل الأساطيل الحربية، ولكن نظرا لظروف الطقس والوقت يتعين على هذه السفن الرحيل والعودة في نفس الوقت، مما يجعلها كما لو كانت تتخذ شكلا منظما. بعض الدول تنظم سفن صيدها في شكل أساطيل فعلية كما كان يفعل الاتحاد السوفيتي.

## أسطول الصيد العالمى
عام 2002 شهد تسجيل حوالي أربعة ملايين سفينة صيد.